# Sejm elekcyjny
Sejm elekcyjny – zjazd szlachty, który miał zadecydować o wyborze nowego króla. Uchwalano na nim układy i pakty (tj. pacta conventa). Szlachta popierała danego kandydata w zamian za coś lub z przekonania. Obradował w Woli pod Warszawą, głosować mógł każdy szlachcic.